# The Lighthouse by the Sea (1924)
The Lighthouse by the Sea é um filme mudo estadunidense de 1924, dos gêneros drama e aventura, dirigido por Malcolm St. Clair.